# Монтроз (футбольный клуб)
«Монтро́з» (англ. и скотс Montrose F.C.) — шотландский футбольный клуб из одноимённого города, выступающий во Второй лиге Шотландии, четвёртом по силе дивизионе страны. Основан в 1879 году. Домашние матчи начиная с 1887 года проводит на арене «Линкс Парк», вмещающей 3 292 зрителя. В шотландской лиге «Монтроз» выступает с сезона 1923/24, за это время клуб ни разу не поднимался в сильнейший дивизион, выступая преимущественно во втором и третьем по силе дивизионах. Лучший результат клуба в чемпионатах Шотландии, 3-е места во втором по силе дивизионе в сезонах 1974/75 и 1975/76.

## Достижения
- Второй дивизион Шотландии:
  - Чемпион (1): 1984/85.
  - Вице-чемпион (1): 1990/91.
- Третий дивизион Шотландии:
  - Вице-чемпион (1): 1994/95.

## Рекорды клуба
Самая крупная победа: 12-0 в матче против «Вэйл оф Лейвен» 4 января 1975 года (в Кубке Шотландии 1974/75)
Самое крупное поражение: 0-13 в матче против «Абердина» 17 марта 1951 года
Наибольшее число зрителей на домашнем матче: 8 983 в матче против «Данди» 17 марта 1973 года (в Кубке Шотландии 1973/74)